# کورت مولر (ورزشکار)
کورت مولر (انگلیسی: Kurt Müller؛ زادهٔ ۴ آوریل ۱۹۳۴) ورزشکار ورزش تیراندازی اهل سوئیس است.
وی در مسابقات کشوری و بین‌المللی در مجموع برندهٔ ۱ مدال برنز شده‌است.